# لبلون

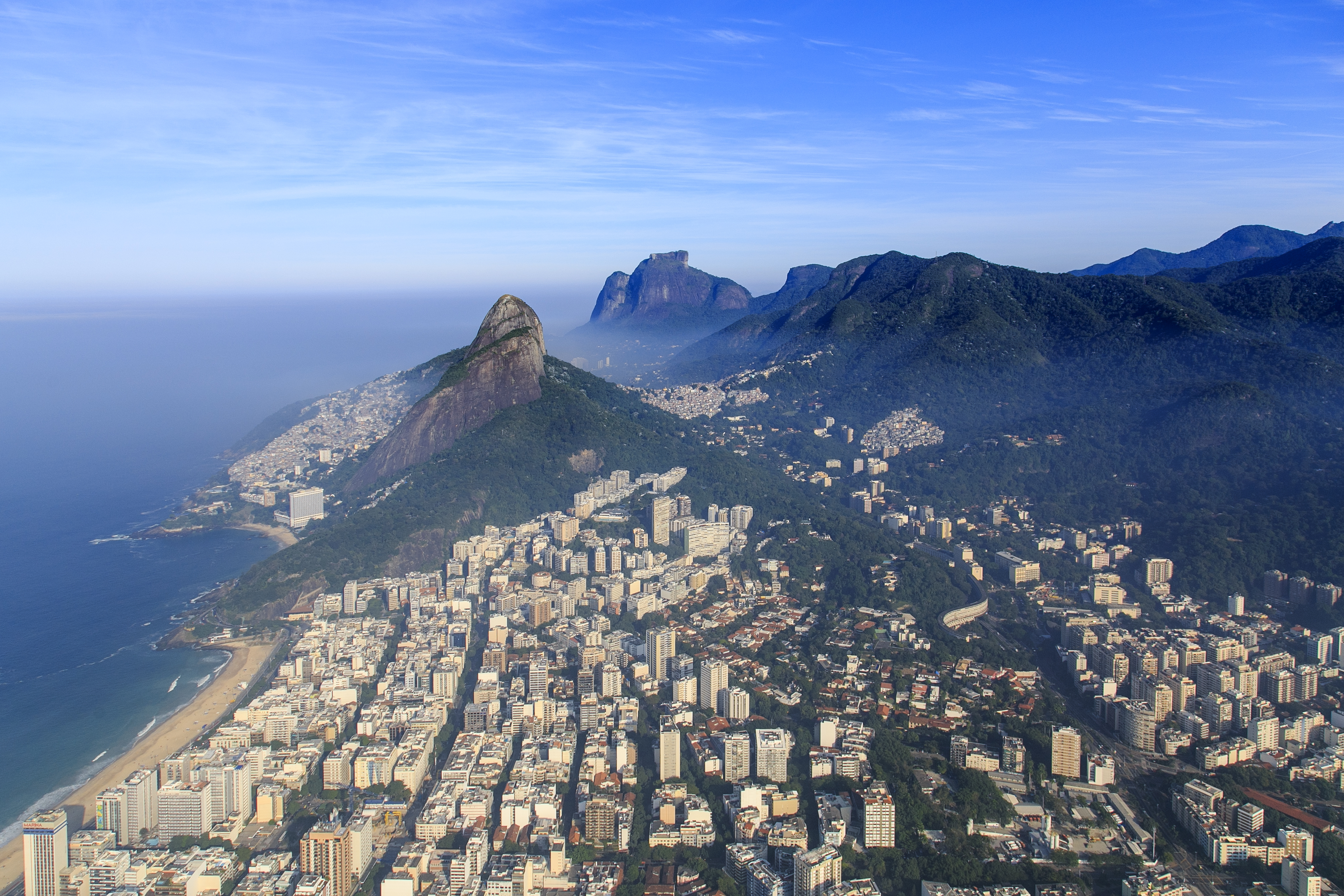
منطقه ساحلی لبلون در شهر ریودوژانیرو، برزیل

لبلون (به انگلیسی: Leblon) محله شهری در ریودوژانیرو در کشور برزیل می‌باشد.